# Julie Aspelund Berg
Julie Aspelund Berg (* 18. März 1993) ist eine ehemalige norwegische Handballspielerin, die dem Kader der norwegischen Beachhandballnationalmannschaft angehörte.

## Karriere
Julie Aspelund Berg spielte zwischen 2003 und 2009 bei Ullern. Nachdem die Kreisspielerin eine Spielzeit für Stabæk aktiv gewesen war, schloss sie sich Njård IF an. 2016 fusionierten die Elitemannschaften von Njård IF und Ullern IF zu Aker Topphåndball, für den sie anschließend in der zweithöchsten norwegischen Spielklasse auflief. Mit Aker stieg sie 2019 in die höchste norwegische Spielklasse auf. Ab der Saison 2021/22 stand sie beim schwedischen Erstligisten Skövde HF unter Vertrag. Nachdem Berg im Jahr 2023 unter Knieproblemen gelitten hatte, beendete sie auf ärztlichen Anraten ihre Karriere. Ab dem Sommer 2023 war sie als Entwicklungsleiterin an der Skövde HF Akademie tätig. Seit der Saison 2024/25 ist sie als Co-Trainerin bei Aker Topphåndball tätig.
Berg lief für die norwegische Beachhandballnationalmannschaft auf. Bei der Beachhandball-Europameisterschaft 2017 gewann sie mit der norwegischen Auswahl die Goldmedaille. Ein Jahr später stand sie im Finale der Beachhandball-Weltmeisterschaft, das Norwegen im Shootout gegen Griechenland verlor. Weiterhin belegte sie bei der Beachhandball Euro 2019 den sechsten Platz.